# Ловесе, Наталья
Наталья Ловесе (исп. Natalia Lovece) — аргентинская  биатлонистка, участница зимних Олимпийских игр 2002 года.

## Карьера
В сезоне 2000/2001 дебютировала в Кубке мира на этапе в австрийском Хохфильцене, где в индивидуальной гонке и спринте финишировала последней из участниц — 100-й и 103-й соответственно. После завершения сезона выступила на чемпионате мира среди военных в американском Джерихо, на котором заняла 37-е место в спринте.
В 2002 году выступила на зимних Олимпийских играх в Солт-Лейк-Сити. В индивидуальной гонке, допустив 12 промахов на огневых рубежах, финишировала последней — 69-й, а в спринте с 8 промахами стала предпоследней — 73-й, опередив чилийку Клаудию Барренечеа.
В 2003 году выступила в Кубке Европы на этапе в австрийском Обертиллиахе, где в спринте стала 41-й из 43-х участниц.
В 2004 году участвовала в чемпионате мира в немецком Оберхофе, где выступила только в спринте, в котором финишировала последней — 87-й.
Её старшая сестра Фабиана представляла Аргентину на Олимпийских играх 1992 года.

### Участие в Олимпийских играх
| Год  | Место проведения | Инд | Спр | Прс | Эст |
| 2002 | Солт-Лейк-Сити   | 69  | 73  | —   | —   |

### Участие в Чемпионатах мира
| Год  | Место проведения | Инд | Спр | Прс | МС | Эст |
| 2004 | ЧМ Оберхоф       | —   | 87  | —   | —  | —   |